# Resolutie 811 Veiligheidsraad Verenigde Naties
Resolutie 811 van de Veiligheidsraad van de Verenigde Naties werd unaniem aangenomen op 12 maart 1993. De resolutie vroeg om een staakt-het-vuren en een dialoog in de Angolese Burgeroorlog.

## Achtergrond
Nadat Angola in 1975 onafhankelijk was geworden van Portugal, keerden de verschillende onafhankelijkheidsbewegingen zich tegen elkaar bij het dingen naar de macht. Onder meer Zuid-Afrika en Cuba mengden zich in de burgeroorlog, totdat ze zich in 1988 terugtrokken. De VN-missie UNAVEM I zag toe op het vertrek van de Cubanen. Een staakt-het-vuren volgde in 1990, en hiervoor werd de UNAVEM II-missie gestuurd. In 1991 werden akkoorden gesloten om democratische verkiezingen te houden die eveneens door UNAVEM II zouden worden waargenomen.

## Inhoud
De Veiligheidsraad:
- bevestigt de resoluties 696, 747, 785, 793 en 804;
- is erg ontrust over de recente uitbraak van zware gevechten en de verslechtering van de situatie waardoor Angola aan de rand van hervatting van de burgeroorlog werd gebracht;
- is bezorgd over de schendingen van het Vredesakkoord door UNITA;
- is verder bezorgd over militaire steun en uitrusting die blijven komen;
- merkt dat een humanitaire ramp op til is en dat er meer humanitaire hulp nodig is;
- betreurt dat de tweede vergadering in Addis Abeba niet doorging, omdat UNITA geen delegatie stuurde;
- tevreden dat de Angolese overheid wel wilde deelnemen aan die vergadering;
- bevestigt de eenheid en territoriale integriteit van Angola te willen vrijwaren;
- steunt de inspanningen van secretaris-generaal Boutros Boutros-Ghali en zijn Speciale Vertegenwoordiger voor een onderhandelde oplossing;

1. veroordeelt de schendingen van het Akkoord door UNITA en vooral de verwerping door UNITA van de verkiezingsuitslag, de weigering deel te nemen aan de politieke instellingen en onderhandelingen, de terugtrekking uit het nieuwe Angolese leger, inname van provinciehoofdsteden en hervatting van het geweld;
2. eist dat UNITA de verkiezingsuitslag aanvaardt en dat beide partijen aantonen vooruitgang te maken in de uitvoering van het Vredesakkoord;
3. eist een onmiddellijk staakt-het-vuren in heel het land en de hervatting van de dialoog;
4. bevestigt de enige partij die de dialoog weigert en zo het hele proces op de helling zet, verantwoordelijk te houden;
5. veroordeelt verbale en fysieke aanvallen tegen de Speciale Vertegenwoordiger en UNAVEM II;
6. veroordeelt de ontvoering van een UNAVEM II-militaire waarnemer in Cabinda op 23 februari en eist zijn vrijlating;
7. steunt de inspanningen van de secretaris-generaal en zijn Speciale Vertegenwoordiger om het vredesproces opnieuw op gang te brengen en het mandaat van UNAVEM II onder moeilijke omstandigheden uit te voeren;
8. nodigt de secretaris-generaal uit een vergadering tussen de Angolese overheid en UNITA te regelen voor 30 april en de toekomstige rol van de VN in Angola af te wegen;
9. draagt de secretaris-generaal zo snel mogelijk een vooruitgangsrapport over de hervatting van de gesprekken in te dienen;
10. roept op om de humanitaire hulp aan Angola op te schroeven;
11. doet een oproep aan beide partijen om zich aan het internationaal humanitair recht te houden;
12. doet nogmaals een oproep aan alle lidstaten om Angola economische, materiële en technische steun te verlenen voor de heropbouw en ontwikkeling van het land;
13. kijkt uit naar het rapport van de secretaris-generaal over de situatie en zijn aanbevelingen over de rol van de VN;
14. besluit om op de hoogte te blijven.

## Verwante resoluties
- Resolutie 793 Veiligheidsraad Verenigde Naties (1992)
- Resolutie 804 Veiligheidsraad Verenigde Naties
- Resolutie 823 Veiligheidsraad Verenigde Naties
- Resolutie 851 Veiligheidsraad Verenigde Naties

Lijst ·  800 ·  801 ·  802 ·  803 ·  804 ·  805 ·  806 ·  807 ·  808 ·  809 ·  810 ·  811 ·  812 ·  813 ·  814 ·  815 ·  816 ·  817 ·  818 ·  819 ·  820 ·  821 ·  822 ·  823 ·  824 ·  825 ·  826 ·  827 ·  828 ·  829 ·  830 ·  831 ·  832 ·  833 ·  834 ·  835 ·  836 ·  837 ·  838 ·  839 ·  840 ·  841 ·  842 ·  843 ·  844 ·  845 ·  846 ·  847 ·  848 ·  849 ·  850 ·  851 ·  852 ·  853 ·  854 ·  855 ·  856 ·  857 ·  858 ·  859 ·  860 ·  861 ·  862 ·  863 ·  864 ·  865 ·  866 ·  867 ·  868 ·  869 ·  870 ·  871 ·  872 ·  873 ·  874 ·  875 ·  876 ·  877 ·  878 ·  879 ·  880 ·  881 ·  882 ·  883 ·  884 ·  885 ·  886 ·  887 ·  888 ·  889 ·  890 ·  891 ·  892